# Baltachevsky (huyện)
Huyện Baltachevsky (tiếng Nga: ? райо́н) là một huyện hành chính tự quản (raion), của Bashkortostan, Nga. Huyện có diện tích 1593 km². Trung tâm của huyện đóng ở Baltachev.